# Coenoptychus
Genre
Synonymes
- Onychocryptus Karsch, 1891

Coenoptychus est un genre d'araignées aranéomorphes de la famille des Corinnidae.

## Distribution
Les espèces de ce genre se rencontrent en Afrique subsaharienne et en Asie du Sud.

## Liste des espèces
Selon World Spider Catalog (version 22.5, 10/12/2021) :
- Coenoptychus mutillicus (Haddad, 2004)
- Coenoptychus pulcher Simon, 1885
- Coenoptychus tropicalis (Haddad, 2004)

## Publication originale
- Simon, 1885 : « Matériaux pour servir à la faune arachnologiques de l'Asie méridionale. II. Arachnides recueillis à Ramnad, district de Madura par M. l'abbé Fabre. » Bulletin de la Société zoologique de France, vol. 10, p. 26-39 (texte intégral).